# Lapuri
Lapuri é uma pequena ilha do Golfo da Finlândia, na região de Kymenlaakso, na Finlândia.
Tem uma área de 0,29 km 2, e um comprimento de 1 km e uma largura de 700 m.

Está situada a 150 km a leste de Helsínquia.

Na sua proximidade foi encontrado o despojo arqueológico do barco de Lapuri, um navio víquingue.